# Nadăș, Timiș
Nadăș (sau Naidăș) este un sat ce aparține orașului Recaș din județul Timiș, Banat, România.

## Localizare
Satul se situează în zona de nord-est a județului Timiș, la circa 16 km nord de orașul Recaș și circa 40 km nord-est de municipiul Timișoara, într-o zonă deluroasă relativ izolată (Dealurile Lipovei). 

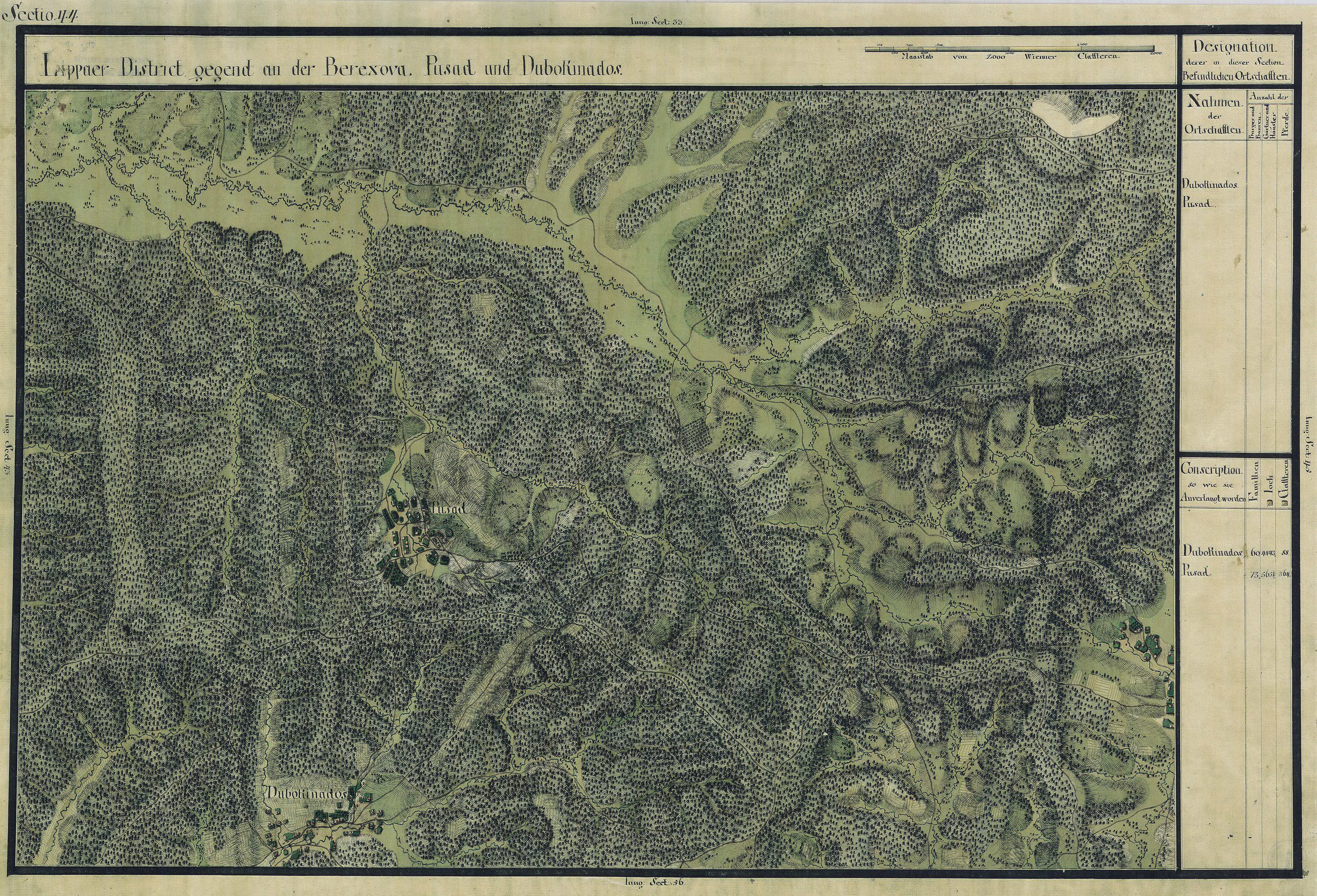
Nadăș în Harta Iosefină a Banatului, 1769-72

## Istorie
Nadășul are o vechime de cel puțin 750 de ani. El a fost pentru prima dată menționat documentar în documente maghiare din secolul XIII, mai precis în diplome de proprietate din anii 1247 și 1256. Atunci se numea Nadasd și aparținea de Cenad. 
În anul 1379 Capitulul de Arad oferă acest sat lui Ioan, fiul lui Nicolae de Nadasd.În anul 1471 existau 3 sate toate cu numele de Nadasd situate în apropierea actualei vetre a satului. În diverse documente istorice ce datează din anii 1479 si 1483 localitatea este amintită ca aparținând de Castelul de Sarad situat între Pișchia si Giarmata. În timpul în care Banatul s-a aflat sub stăpânirea turcă nu avem informații referitoare la existența satului. 
Satul are continuitate de-a lungul evului mediu, până în perioada ocupației otomane a Banatului. În 1471 existau 3 localități cu numele de Nadăș în zona actualei vetre a satului. Apoi a urmat perioada otomană care nu a lăsat până acum dovezi despre existența și continuitatea satului. 
După cucerirea Banatului de către austrieci, Nadășul apare din nou locuit. Conform conscripției administrației habsburgice din 1717, avea 17 case și era locuit. Pe harta contelui Mercy din 1723-1725, apare cu numele Buboki-Natasch. Harta militară de la 1761 arată satul Dubski Nadosch, aparținător districtului Lipova.
Prima atestare sigură a localității este facută de Conscripția din anul 1717 când este amintită sub numele de Duboki Nadush și aparținea de Districtul de Lipova. Satul avea la acea dată numai 11 case ceea ce ne face să credem că perioada anterioară acesta trecuse prin vremuri de retriște, poate chiar fusese părăsit, datorită ororilor aduse de stăpânirea turcească. Pe harta Contelui Mercy din 1723-1725 satul este menționat cu numele de Dubikinadasch și aparținea de Plasa Barași de Districtul Lipova.În anul 1761, pe harta oficială habzburgică este menționată localitatea sub numele de Dubski Nadosh, iar în anul 1776, pe harta întocmită de Griselini o întâlnim cu numele de Duboxinados. Prima atestare a școlii din Nadăș este in anul 1776 ceea ce dovedeșste că localitatea avea la acea dată o dezvoltare remarcabilă. Până în 1804 în sat locuiau numai români și șârbi, dar din anul acela în localitate sunt aduși coloniști maghiari din zona Szeghedului. În anii următori aceștia au construit o capelă catolică. În anul 1828 Nagy confirmă existența satului Mely-Nádas, iar documentele istorice mărturisesc că in acest an este ridicată prima biserică ortodoxă ce a fost construită din lemn. E posibil însă ca aceasta să fi fost ridicată mai devreme dovadă fiind matricolele de consemnare a botezurilor, cununiilor, si înmormântărilor care incep cu anul 1779.În 1851 Fenyes spune că în Melinádas locuiau români, șârbi, și maghiari și era proprietatea familiei Tormasy. În 1890 făcea parte din comitatul Timiș, Districtul Recaș si era centru de comună. În 1921 Nadășul a făcut parte din Județul Timiș-Torontal, Plasa Recaș și aparținea de comuna Herneacova. În anul 1956 face parte din regiunea Timișoara, Raionul Timișoara și aparținea de comuna Recaș. În 1966 face parte din regiunea Banat, Raionul Timișoara, aparținând tot de comuna Herneacova. Din 1972 face parte din Județul Timiș și aparține de comuna Recaș, situație în care se află și în prezent. În localitate a existat și o casă parohială construită în anul 1870 și unde au locuit preoții care au slujit în biserica din Nadăș. Preoții parohi ai acestei localități au fost:
- Cornel Gruiescu 1898-1923;
- Alexe Chișozan 1923-1924;
- Nicolae Popa 1924-1926;
- Octavian Albani 1926-1963;
- Ioan Bîrsan 1963-1964;
- Simion Turcu 19641966;
- Iova Simianțu 1966-1975.

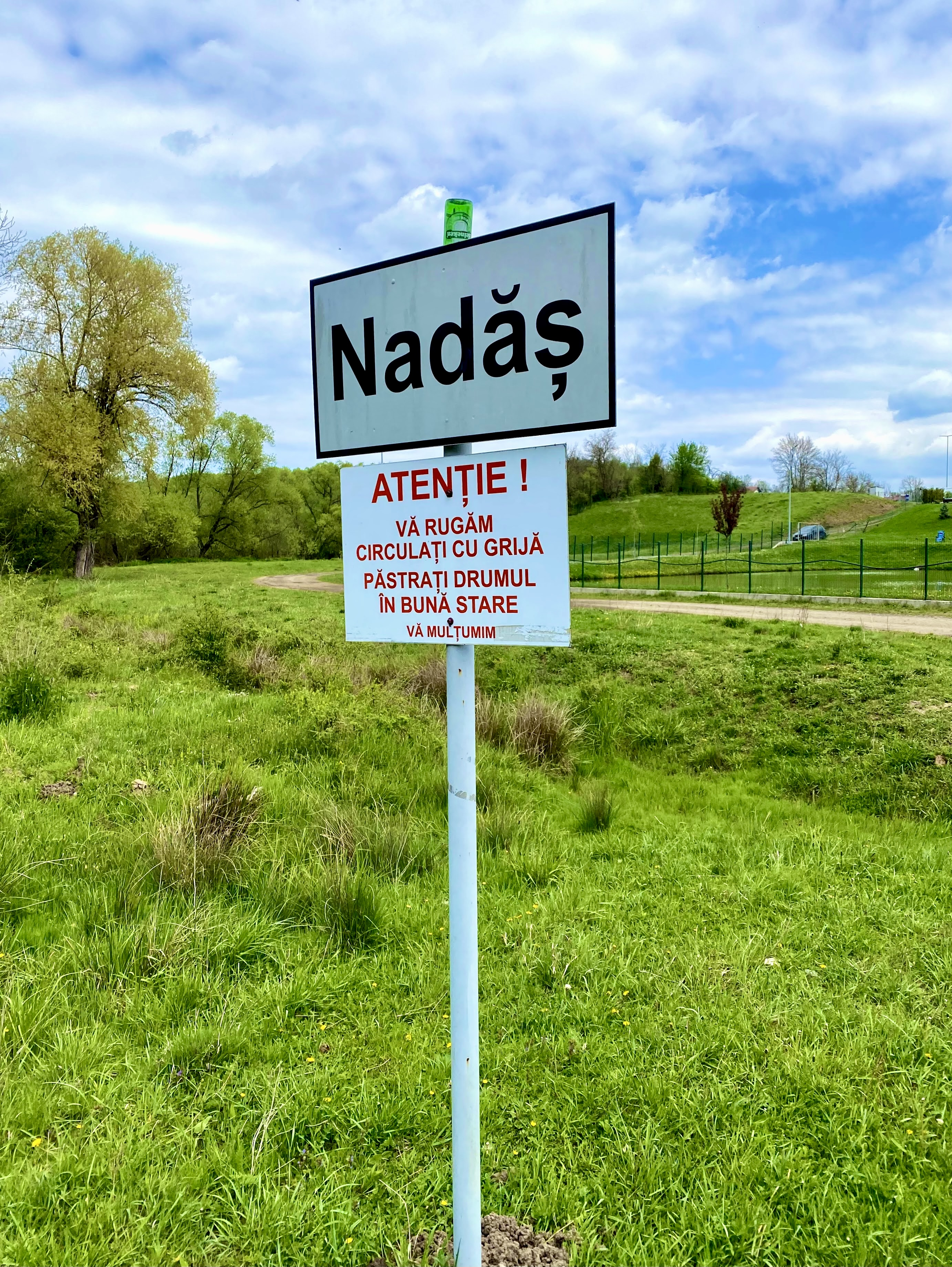
Indicatorul de intrare în localitate din Nadăș în 2021

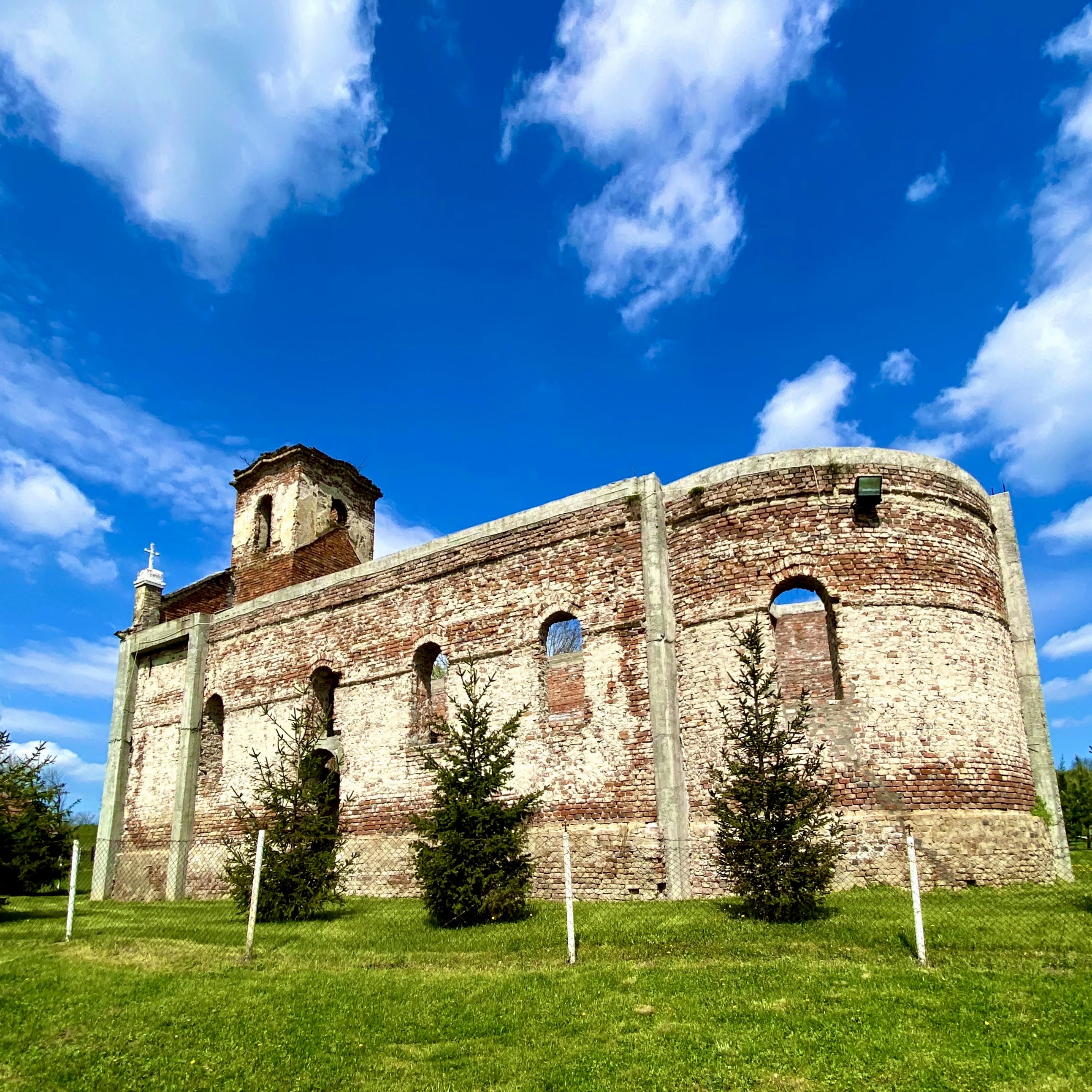
Ruinele bisericii ortodoxe din Nadăș în 2021

Biserica ortodoxă actuală a fost construită în anul 1898 când a fost demolată vechea biserică de lemn.Noul edificiu religios a fost construit din cărămidă de către antreprenorul Gheorghe Heger. Biserica respecta caracteristicile stilului baroc vienez, larg răspândit în această parte a țării. Turnul a fost construit din cărămidă si acoperit cu tablă iar bolta semicilindrica tot din cărămidă. Nu a fost pictată ci numai zugravită. Iconostasul a fost din zid, nu a fost sculptat, iar pardoseala bisericii era din cărămidă. Biserica a fost antesfințită de către protopopul Victor Faur în anul 1962 și a avut hramul Sfântului Gheorghe. De-a lungul timpului biserica a fost restaurată, prin strădania preoților parohi în mai multe rânduri. Renovări au avut loc în anii: 1926, 1961 și 1967. Spre sfârșitul anilor 80 pe fondul depopulării satului, biserica este demolată parțial, incercându-se astfel ștergerea oricărei urme ce ar putea aduce aminte de vremurile infloritoare ale acestei localități.

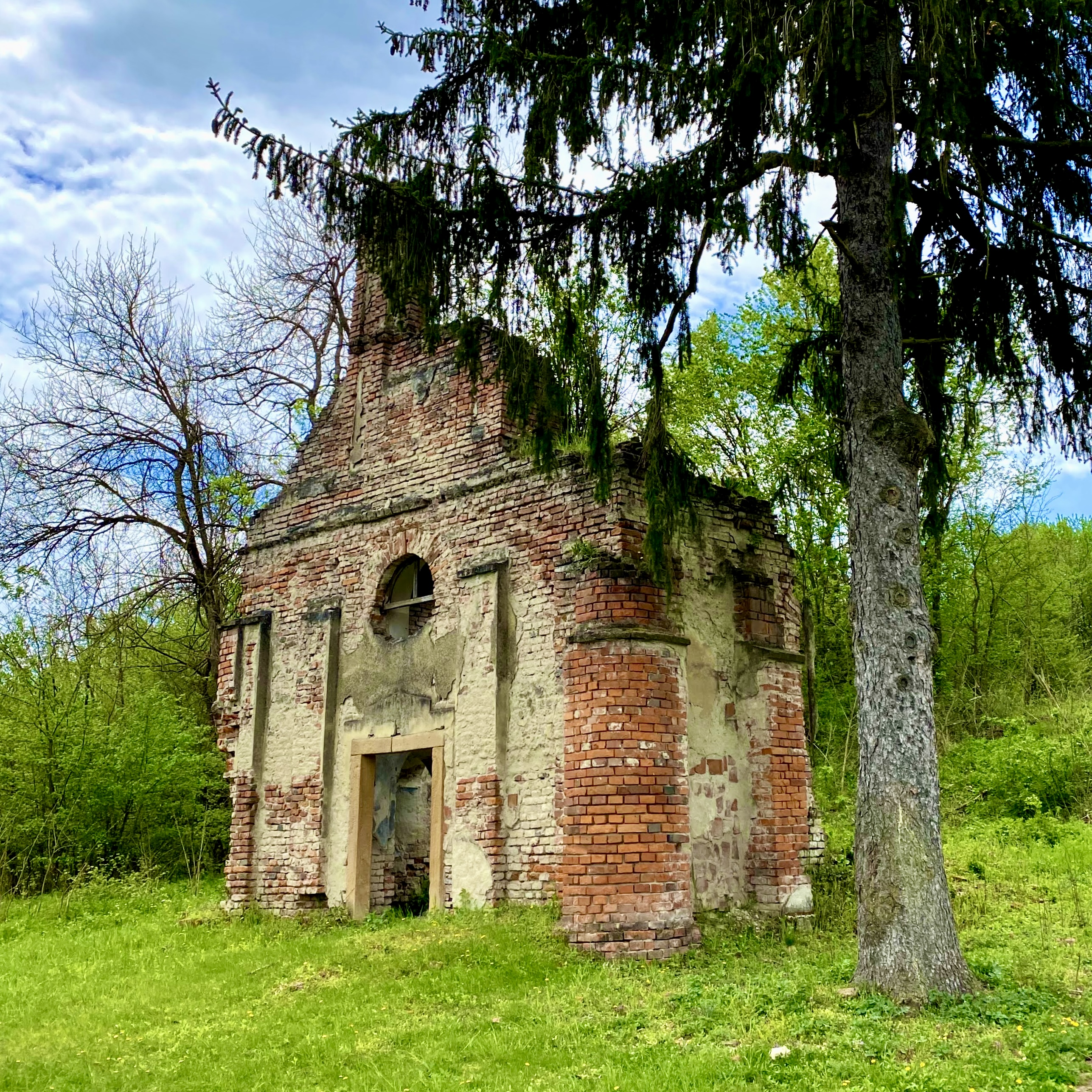
Ruinele capelei romano-catolice din Nadăș în 2021

Până la începutul secolului XIX, satul a fost româno-sârbesc. Românii și sârbii au construit împreună o biserică ortodoxă de lemn în secolul XVIII. Începând cu 1804, la Nadăș sunt aduți coloniști maghiari din zona Seghedinului. Ei se stabilesc definitiv și își construiesc o capelă romano-catolică. Nadășul a devenit astfel un sat româno-sârbo-maghiar. Cu timpul sârbii au plecat iar românii au devenit net majoritari. După al doilea război mondial populația a început să scadă constant, întrucât tinerii s-a mutat la orașele din apropiere. Izolarea și precarietatea rețelelor edilitare elemnetare au determinat completa depopulare. Anii '90 au găsit Nadășul complet părăsit.

## Populația
Astfel în anul 1851 populația era compusă din 70 de catolici și 490 de ortodocși. Evoluția populației din Nadăș în anii următori este ilustrată de recesămintele și conscriptiile făcute de către autorități în felul următor:
Această statistică arată că până la începutul secolului XX populația se afla în crestere, dar apoi începe treptat sa scadă. Această scădere s-a datorat, probabil, dezvoltării industriale, determinând pe oameni să se așeze în localitățile mai apropiate de Timișoara, de unde puteau sa facă mai ușor naveta la intreprinderile din oraș. Lipsa unor căi de acces bine întreținute a fost un factor hotărâtor în depopularea satului, astfel că după anul 1956 putem observa o accelerare a scăderii numărului locuitorilor. În 1992 satul a fost declarat sat depopulat.

## Curiozități
În ultimii ani se observă o reaprindere a interesului față de această frumoasă zonă din partea fiilor satului care locuiesc în prezent în localitățile limtrofe Timișoarei. Primii care si-au restaurat din temelii vechea locuință din Nadăș au fost familia Mircea și Lenuța Hoară (Topală). Începând cu anul 2003 la inițiativa acestei familii s-au organizat, în fiecare an, în Duminica a doua dupa Rusalii( Duminica Tuturor Sfinților Români) întâlniri ale fiilor satului Nadăș. Dacă atunci au fost prezenți în jur de 50 de persoane, în anul 2007 au fost prezenți peste 500 de persoane. Aceste manifestari debutează cu o slujbă religioasă în fața bisericii, la troița eroilor neamului, urmată de un program artistic susținut de interpreți de muzică populară.
În anul 2006 familiile Sarchiz Mihai jr., Cismadia Emil și Suciu D. Vasile au înălțat pe dealul de deasupra gropii de nisip, o frumoasă troiță în amintirea tuturor locuitorilor acestei așezări. La inițiativa unor fii ai satului și urmași ai acestora, s-au făcut primele lucrări în vederea pietruirii drumului de acces Sumei- Nadăș (3 km), facilitându-se astfel o posibilă repopulare a acestor meleaguri.
Leit-motivul transhumanței s-a identificat cu destinul localității Nadăș, care, în ciuda tuturor vicisitudinilor istoriei, la fel ca fi pasărea Phoenix, a înviat, de fiecare dată, din propria-i cenușă.